# جيولوجيا المناجم
جيولوجيا المناجم (بالإنجليزية: Mining geology)‏، هو علم تطبيقي يجمع ما بين أسس الجيولوجيا الاقتصادية وهندسة التعدين لتطوير الموارد المعدنية المُحددة.